# Mister Minit

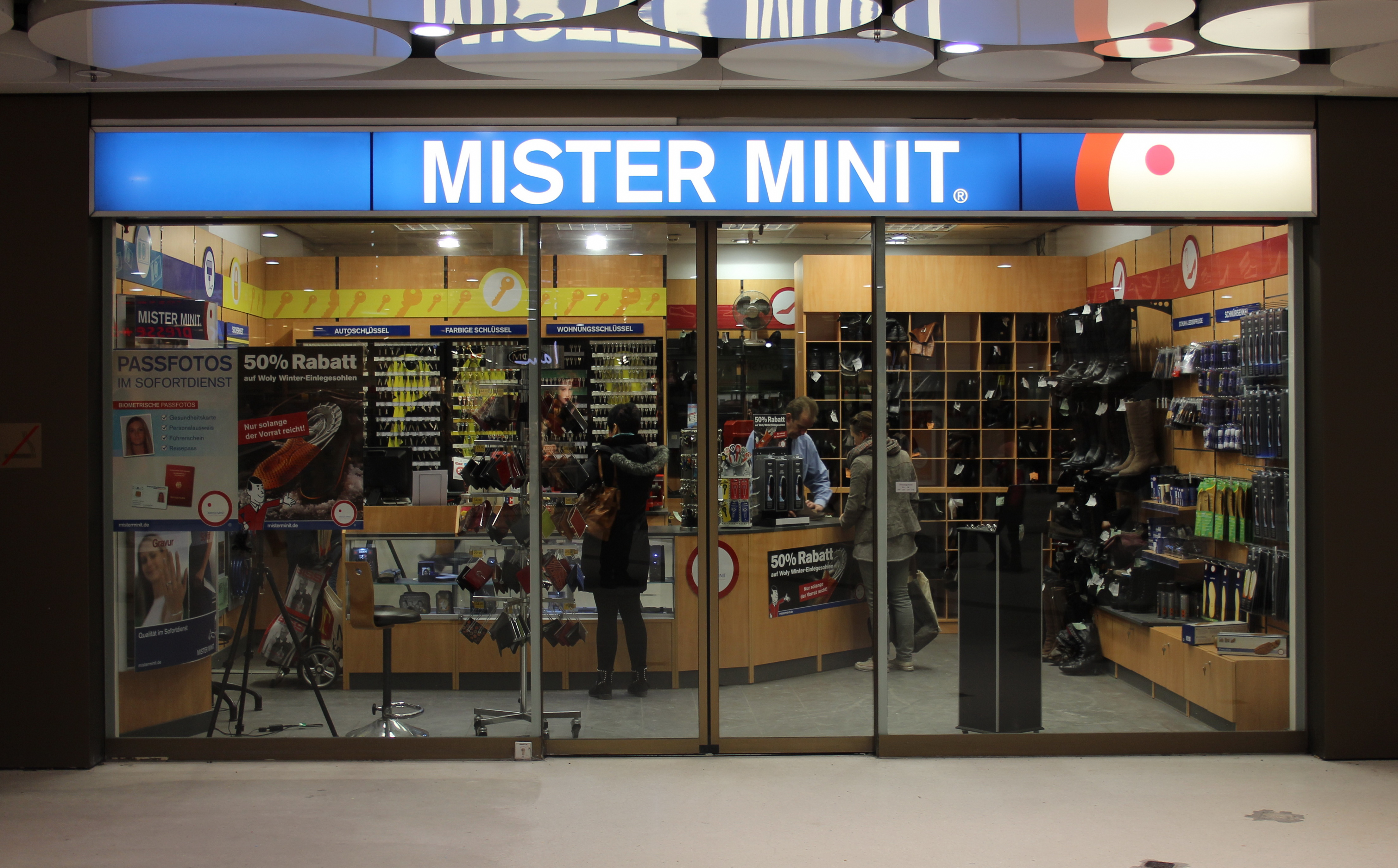
Mister Minit in München (Stachusuntergeschoss, 2013)

Mister Minit ist ein international tätiges Unternehmen, das vor Ort diverse Dienstleistungen und Produkte anbietet. Schwerpunkt ist der Schuh- und Schlüsseldienst. In diesen Bereichen ist das Unternehmen der Weltmarktführer. Hauptaktionär ist seit 2006 Howard Dyer. 

## Gründung
Am 14. Juli 1957  eröffnete in Brüssel Donald Hillsdon Ryan die erste Filiale im Warenhaus Au Bon Marché. Laut Firmenhistorie brachen die Absätze der zu der Zeit modernen Stöckelschuhe häufig auf dem Kopfsteinpflaster der Brüsseler Altstadt ab. Traditionelle Schuhmacher benötigten für eine Reparatur bis zu zehn Tage. So kam der Marketingmanager von Procter & Gamble auf die Idee eines Sofortdienstes, die er auf wenigen Quadratmetern unter der Rolltreppe des Warenhauses umsetzte. Nach dem erfolgreichen Start wurde das Konzept der Absatz Bar unter dem noch ungeschützten Namen Talon Minute (später Highheel-Bar) in den Warenhäusern von Antwerpen, Gent und Lüttich umgesetzt. Als Markenname entstand 1964 Mister Minit; kurz darauf folgte als Symbol Fred, der Mister-Minit-Mann im roten Kittel.

## Expansion

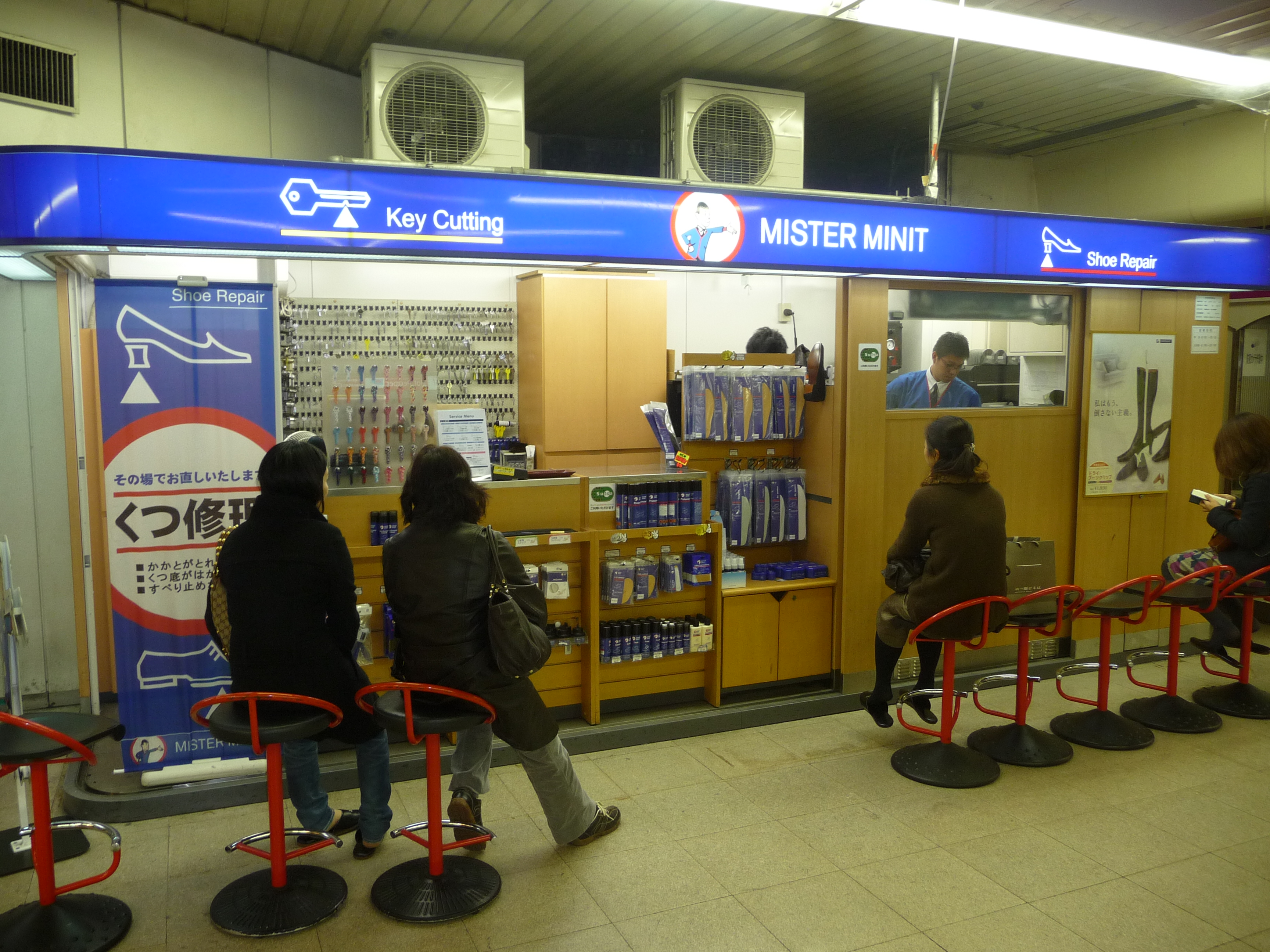
Mister-Minit-Filiale in Japan (2008)

Ein Jahr nach der Gründung erfolgten die Expansionen nach Frankreich und in die Schweiz, 1959 der Start in Deutschland. 1966 gab es Mister Minit überall auf dem westeuropäischen Festland sowie in Australien und Neuseeland. 1972 folgten die ersten Filialen in Japan, 1986 in Großbritannien und Norwegen. Nach der Auflösung des Ostblocks folgten die Tschechische Republik und Estland (1996), Polen (2000) und Russland (2004). 2006 wurden die nationalen Gesellschaften von Mister Minit in Japan, Singapur, Australien und Neuseeland verkauft. 2007 gab es 1200 Shops in über 16 Ländern in Europa sowie weltweit über 2000 Service-Shops. Nach eigenen Angaben erzielte das Unternehmen im Jahr 2011 einen Umsatz von 150 Mio. Euro in Europa (davon 30 Mio. Euro in Deutschland).

## Sortimentserweiterung
1960 wurden als weitere Dienstleistungen Schlüsselvervielfältigungen und das Schärfen von Messern und Schlittschuhen angeboten. Mitte der 1960er Jahre folgten das Gravieren und ein Uhrenreparaturdienst. Seit 1978 wurden Stempel angefertigt. Später folgten unter anderem ein Sticker- und Fotoservice, der Verkauf von Sicherheitstechnik und Geschenkartikeln sowie das Anfertigen von Kfz-Kennzeichen.

## Vertrieb in Deutschland

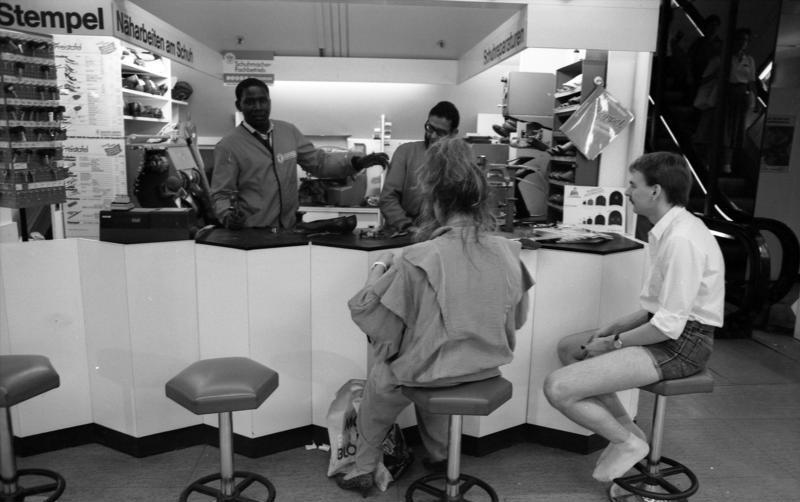
Mister Minit im Kaufhof in Bonn (1988)

Standorte wurden wie zu Gründungszeiten schwerpunktmäßig nach dem Shop-in-Shop-Konzept gewählt: in Kaufhäusern, Einkaufszentren oder Bahnhöfen. In Deutschland wurden bis zur Insolvenz rund 300 Shops betrieben und etwa 500 Mitarbeiter beschäftigt. Zusätzlich gab es Partner-Kooperationen mit weiteren 51 Shops. Mit 60 Franchisenehmern in Deutschland galt Mister Minit nach Branchenangaben zu den führenden Franchise-Systemen. Sitz der deutschen Zentrale war bis 2010 Monheim am Rhein. Ab 2011 war es Düsseldorf. Mister Minit war einer der größten Franchisegeber Deutschlands. Am 29. April 2020 wurde bekannt, dass das Unternehmen für sein Filialgeschäft in Deutschland im Zuge der Wirtschaftskrise 2020 Insolvenz in Eigenverwaltung angemeldet hat. Im Rahmen des Insolvenzverfahrens wurden 2021 alle Geschäfte in Deutschland geschlossen. Im Januar 2025 gibt es 15 Filialen in Deutschland.

## Entwicklung der Besitzverhältnisse
1997 erwarb UBS Capital das Unternehmen, 2005 wurde Mister Minit an das Finanzunternehmen CVC Capital Partners verkauft, und 2006 wurde der Vorsitzende der Mister Group, Howard Dyer, Mehrheitsaktionär.